# Microtatorchis taenioides
Microtatorchis taenioides är en orkidéart som beskrevs av P.O'byrne. Microtatorchis taenioides ingår i släktet Microtatorchis och familjen orkidéer.
Artens utbredningsområde är Sulawesi. Inga underarter finns listade i Catalogue of Life.